# Los Hermanos Karamazov (película 1969)
Los hermanos Karamazov, también conocida como Bratya Karamazovy en ruso, es una película soviética de 1969 dirigida por Kirill Lavrov, Ivan Pyryev y Mikhail Ulyanov. Se basa en la obra del autor ruso Fiódor Dostoyevski, publicada en 1880. Recibió una nominación al Premio de la Academia a la Mejor Película en Lengua Extranjera. También se inscribió en el 6º Festival Internacional de Cine de Moscú, ganando Pyryev un Premio Especial.

## Resumen de la trama
Un drama psicológico sobre el destino, Dios y el amor. La trama cubre la línea principal de la novela de F. M. Dostoievski.
La familia Karamazov se casó con el venerable Starets.Se reunió Sossima, un respetado monje y maestro de Alyosha Karamazov. Aquí, el hijo Dmitri acusa al padre de retenerle dinero. El padre habla del estilo de vida extravagante de Dmitri, por lo que le hizo creer a la rica Katerina que la amaba, pero en realidad está interesado en la exesposa de un comerciante, Grushenka, que tiene una reputación dudosa. Para conquistarla necesita dinero. La disputa se intensifica y queda claro que padre e hijo están cortejando a Grushenka. Dmitri tiene mal genio. Cuando piensa que Grushenka se queda con su padre, Dmitri ataca a su padre y amenaza con matarlo algún día. Los hermanos Ivan y Aljoscha retienen a Dmitri. Iván es considerado el intelectual, es un nihilistay niega la presencia de Dios incluso ante el profundamente creyente Aljoscha. Ivan desea ver muerto a su padre, pero siempre evitaría un asesinato.
Dmitri estaba comprometido con Katerina. Ella había venido a él hace un año en problemas financieros y él había querido poseerla por dinero. Cuando ella estuvo de acuerdo, para avergonzarlo, él le dio el dinero y la dejó ir, superándola en generosidad. El compromiso se produjo poco tiempo después, aunque, en opinión de Dmitri, Katerina en realidad amaba a Iván. Sin embargo, Dmitri se da por vencido con Katerina por el amor de Grushenka y Katerina y Grushenka también son enemigos después de una reunión en la que Grushenka humilla profundamente a Katerina. Sin embargo, Dmitri todavía le debe a Katerina: ella una vez le dio 3000 rublos para que se los diera a una tía en un viaje planeado a Moscú. Dmitri, sin embargo, consiguió el dinero con Grushenka. Borracho, le escribe a Katerina que está tratando de recaudar dinero. Si no lo logra, asesinará a su padre. Dmitri intenta en vano obtener dinero de un abogado y del guardabosques Lyagavy. Aljoscha intenta obtener el dinero de su padre, pero él se niega a pagar porque quiere ganarse a Grushenka para sí mismo.
Ivan planea irse a Moscú, en parte porque finalmente le ha dado la espalda a Katerina. El sirviente de su padre, Smerdyakov, le aconseja que lo haga. Queda claro que el sirviente cree que Dmitri quiere asesinar a su padre, ya que Smerdyakov le dijo a Dmitri, entre otras cosas, que su padre dejó 3000 rublos para Grushenka en la casa. Si Ivan conduce, no se le puede vincular con el asesinato. Ivan está horrorizado, pero le dice a Smerdyakov que comenzará su viaje a Moscú por la mañana. Mientras tanto, Gruschenka es convocada por su ex marido, el comerciante Samsonov. Ella se va de la ciudad sin despedirse de Dmitri, fingiendo que nunca lo amó más de la hora que estuvieron juntos. Dmitri cree ella se ha decidido por su padre y corre hacia él con rabia. Un poco más tarde aparece ensangrentado ante los sirvientes de Gruschenka, quienes le confiesan su verdadero paradero.
Dmitri visita a Grushenka y Samsonov, que se alojan en un albergue de un pueblo. Dmitri se lleva a Samsonow y pasa la noche con música y baile. En un minuto de tranquilidad, le pide a Dios que le devuelva la vida a su hombre deprimido, con la esperanza de que no haya muerto. Él es escuchado por el propietario. Va a buscar a la policía, que arresta a Dmitri. Dmitri niega haber asesinado a su padre: quería matarlo por celos, pero cambió de opinión en el último segundo. La sangre en sus manos provenía del sirviente Smerdyakov, a quien había derribado en el jardín. Los 1.500 rublos que se le encontraron son parte del dinero que recibió de Katerina, y no los 3.000 rublos del padre. Dmitri es arrestado y Grushenka promete esperarlo. Alyosha visita a Dmitri en prisión y le asegura que cree en su inocencia. Iván, a su vez, se presenta con el sirviente enfermo de Smerdyakov el día antes del juicio de Dmitri. Este último confiesa haber asesinado a su padre; a instancias de Iván, estuvo de acuerdo con el asesinato de su padre en su conversación poco antes de irse, e incluso lo encargó. Iván está horrorizado, especialmente porque Smerdyakov lo insta a tomar los 3.000 rublos que su padre había escondido en un sobre en la casa; Dmitri no sabía dónde estaban escondidos. Smerdyakov también afirma ser medio hermano de Ivan y, por lo tanto, Karamazov. Iván quiere llevar a Smerdyakov a la corte al día siguiente y acusarlo de asesinato y asumir parte de la culpa; en su conversación poco antes de partir, él había accedido al asesinato del padre e incluso lo había ordenado.  
Iván regresa a su apartamento y allí queda claro que sufre delirios y cree que el diablo en forma humana está frente a él. Sus visiones son interrumpidas por Alyosha, quien le dice que Smerdyakov se ha suicidado. En el juicio del día siguiente, Dmitri inicialmente parecía estar cerca de ser absuelto. Katerina pinta su relación con Dmitri con el mejor de los colores y no menciona la fatídica carta amenazando con matarla, que Dmitri le escribió en estado de ebriedad. Grushenka afirma que ve al asesino en Smerdyakov, pero también ataca a Katerina. Iván, a su vez, admite que instigó a Smerdyakov a asesinar a su padre. No tiene ninguna prueba y poco después cree que ve al diablo en la sala del tribunal. El que está al borde del colapso Iván histérico finalmente es sacado de la sala y en el tumulto Katerina le entrega la fatídica carta al juez. Dmitri no puede refutar suficientemente la acusación de asesinato y es condenado. Tiene que hacer trabajos forzados en Siberia y Gruschenka lo sigue a Siberia.

## Elenco
- Mikhail Ulyanov como Dmitri Karamazov
- Lionella Pyryeva como Grushenka
- Kirill Lavrov como Iván Karamazov
- Andrey Myagkov como Aliosha Karamazov
- Mark Prudkin como Fyodor Pavlovich Karamazov
- Svetlana Korkoshko como Yekaterina Ivanovna
- Valentín Nikulin como Pavel Smerdyakov
- Pavel Pavlenko como el anciano Zosima
- Andrei Abrikosov como Kuzma Kuzmich Samsonov
- Gennadi Yukhtin como Padre Paisi
- Anatoly Adoskin como juez de instrucción
- Rada Volshaninova como gitana
- Tamara Nosova como Marya Kondratievna
- Nikita Podgorny como Mikhail Osipovich Rakitin
- Ivan Lapikov como Lyagavyj

## Recepción
La película fue la película más popular en la taquilla de la URSS en 1969.